# Bismutine
Bismutine is een anorganische verbinding van bismut, met als brutoformule BiH3. Bismutine is het zwaarste analoog van ammoniak. Het is een onstabiele verbinding die al ruim onder 0°C ontleedt in bismut en waterstofgas. Eigenlijk is het bestaan van de verbinding alleen vastgesteld via zijn infrarood- en microgolfspectrum als component in een mengsel. Voor de verbinding worden bindingshoeken van 90° voorspeld.
Bismutine kan ook verwijzen naar een groep organobismut(III)verbindingen, zoals trimethylbismutine. De verbindingen kunnen vergeleken worden met de amines in de stikstofchemie.

## Synthese
Bismutine wordt gesynthetiseerd via een disproportioneringsreactie van methylbismutine:
{\displaystyle \mathrm {3\ BiH_{2}CH_{3}\ \longrightarrow \ 2\ BiH_{3}\ +\ Bi(CH_{3})_{3}} }
Het hiervoor benodigde (thermisch ook niet stabiele) methylbismutine wordt bereid door reductie van methylbismutdichloride met lithiumaluminiumhydride.

## Eigenschappen
Zoals al uit onderzoek van stibine is te verwachten, is ook bismutine onstabiel ten opzichte van de samenstellende elementen. Het gas ontleedt exotherm (ΔHf = −278 kJ/mol) volgens de vergelijking:
{\displaystyle \mathrm {2\ BiH_{3}\ \longrightarrow \ 3\ H_{2}\ +\ 2\ Bi} }
De methode die geschikt is voor de detectie van arsine en stibine, de Marshtest, kan ook toegepast worden voor de detectie van bismutine. De test is gebaseerd op de thermische ontleding van de trihydriden, waarbij een metaalspiegel wordt neergeslagen op de wand van het reactievat, respectievelijk metallisch arseen, antimoon en bismut. Deze metaalspiegels kunnen vervolgens verder onderzocht worden: arseen lost op in natriumhypochloriet, antimoon in ammoniumpolysulfide en bismut reageert met geen van beide reagentia.

## Toxicologie en veiligheid
De onstabiliteit van bismutine heeft tot gevolg dat echte gevaren van de verbinding niet bekend zijn. Technische toepassingen zijn er om dezelfde reden niet.